# Les parachutistes arrivent
Pour plus de détails, voir Fiche technique et Distribution.
Les parachutistes arrivent (The Gypsy Moths) est un film américain réalisé par John Frankenheimer et sorti en 1969.
Le film met à l'honneur des parachutistes civils d'exhibition (en anglais Stunt Jumpers) présentant leur numéro de ville en ville à la manière des pilotes d'avions des années 1920 et 1930 (les fameux Barnstormers (en) américains). Il est célèbre pour ses scènes aériennes remarquablement filmées.

## Synopsis
Profitant de leur passage dans la petite ville provinciale de Bridgeville dans le Kansas, la veille du 4 juillet, Malcolm et deux de ses amis parachutistes d'exhibition de la Gypsy Moths rendent visite à sa tante et son oncle. Elizabeth se sent immédiatement et irrémédiablement attirée par Mike malgré le cynisme de ce dernier qui semble poursuivre une quête existentielle vers la mort.

## Fiche technique
Sauf indication contraire, les informations mentionnées dans cette section peuvent être confirmées par la base de données cinématographiques IMDb,  présente dans la section « Liens externes ».
- Titre français : Les parachutistes arrivent
- Titre original : The Gypsy Moths
- Réalisation : John Frankenheimer
- Scénario : William Hanley (en), d'après le roman de James William Drought (en)
- Musique : Elmer Bernstein
- Photographie : Philip Lathrop
- Montage : Henry Berman
- Production : Hal Landers, Bobby Roberts (en)
- Sociétés de production : John Frankenheimer Productions, Edward Lewis Productions
- Société de distribution : Metro-Goldwyn-Mayer
- Pays d'origine :  États-Unis
- Format : couleurs (Metrocolor) - 1,85:1
- Genre : drame, aventures, action, romance
- Durée : 107 minutes
- Dates de sortie[2] :
  - États-Unis : 28 août 1969 (avant-première à New York)
  - France : 15 juillet 1970

## Distribution
Sauf indication contraire, les informations mentionnées dans cette section peuvent être confirmées par la base de données cinématographiques IMDb,  présente dans la section « Liens externes ».
- Burt Lancaster (VF : Raymond Loyer) : Mike Rettig
- Deborah Kerr (VF : Jacqueline Porel) : Elizabeth Brandon
- Gene Hackman (VF : Robert Bazil) : Joe Browdy
- Scott Wilson (VF : Patrick Dewaere) : Malcolm Webson
- William Windom (VF : Claude Dasset) : V. John Brandon
- Bonnie Bedelia (VF : Anne Rochant) : Annie Burke
- Sheree North (VF : Julia Dancourt) : la serveuse
- Carl Reindel (en) (VF : Michel Paulin) : le pilote
- Ford Rainey : le propriétaire du stand
- John Napier : Dick Donford
- Thom Conroy : le leader du groupe (non crédité)
- Patty Plenty : la danseuse
- Bill Zuckert : le magistrat (non crédité)

## Production

### Attribution des rôles
Burt Lancaster retrouve Deborah Kerr après leurs rôles respectifs dans Tant qu'il y aura des hommes. Le film marque les débuts au cinéma de Bonnie Bedelia.
John Phillip Law est initialement choisi pour le rôle de Malcolm Webson. Après une blessure au poignet, il est remplacé par Scott Wilson

### Tournage

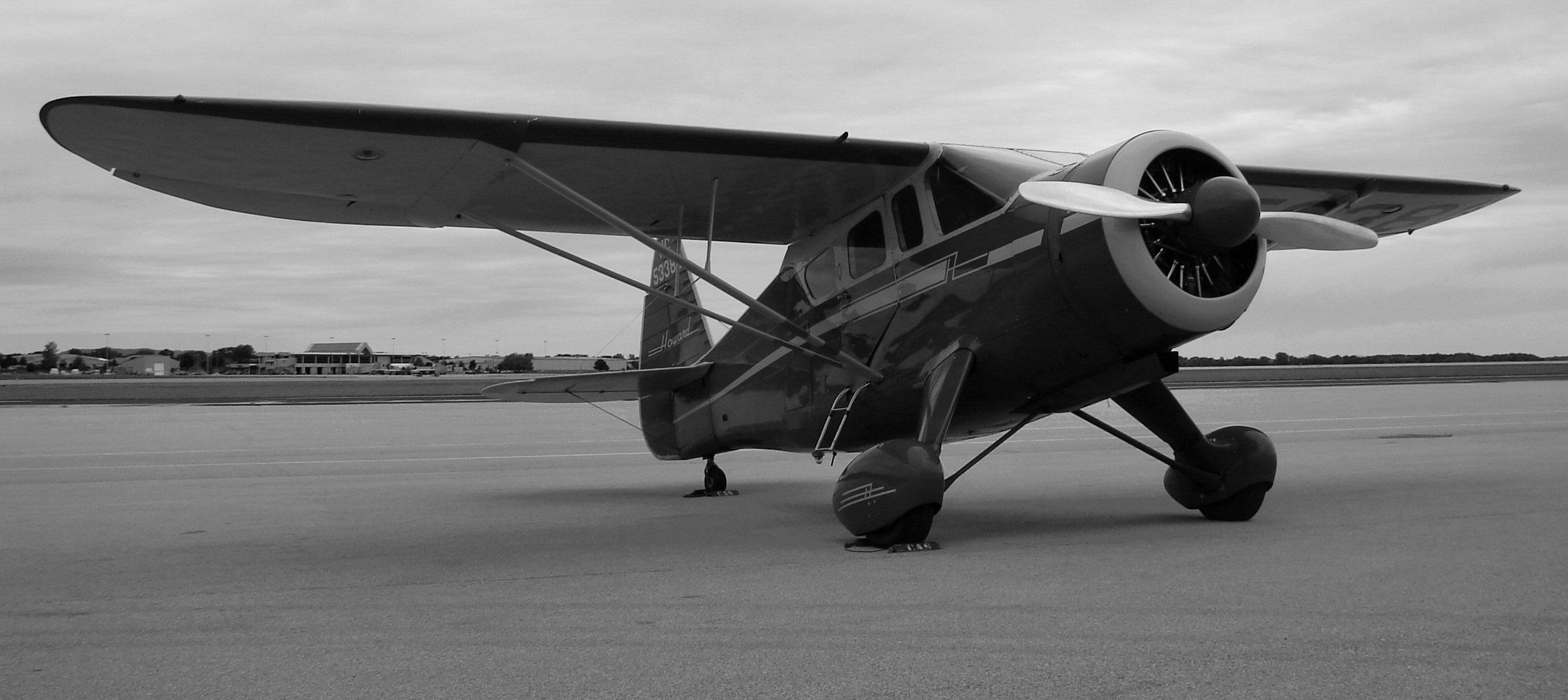
Un Howard DGA-15

Le tournage a lieu dans le Kansas, à Benton, El Dorado, Cottonwood Falls, Abilene, Wichita et Dillon, ainsi que dans les studios de la Metro-Goldwyn-Mayer en Californie.
L'appareil utilisé pour le largage des parachutistes est un Howard DGA-15 (immatriculé N22418). Les séquences aériennes sont à mettre au crédit de Carl Boenish, considéré comme l'inventeur du base-jump.

## Commentaire
Le thème du numéro du « saut à la cape » n'est pas sans rappeler, entre autres, les exploits du français Léo Valentin qui parvint à planer avec des ailes rigides en 1954[réf. nécessaire].